# Adam (Filippovskij)
Adam (světským jménem: Adam Apollinarievič Filippovič-Filipenko; 30. ledna 1881, Ruda – 29. dubna 1956, Filadelfie) byl ukrajinský duchovní Ruské pravoslavné církve a arcibiskup filadelfský a karpatoruský.

## Život
Narodil se 30. ledna 1881 ve vesnici Ruda v Haličsko-vladiměřském království v rodině kněze.
Po dokončení národního učiliště pokračoval ve studiu na gymnáziu v Berežanech. Na gymnáziu vedl tajný literární a vzdělávací kroužek pro studium ruských dějin a literatury, což bylo v Rakousku-Uhersku zakázáno.
Nastoupil na bohosloveckou fakultu Lvovské univerzity, poté přestoupil na právnickou fakultu. Po složení prvních státních zkoušek odešel roku 1903 do USA, kde začal publikovat své články v ruskojazyčném tisku, především v novinách „Pravda“, brzy se stal jejich redaktorem. Zpíval v pravoslavném chóru, setkal se s arcibiskupem Tichonem (Běllavinem) (budoucí patriarcha Tichon), protojerejem Alexandrem Chotovickým a jerejem Olexandrem Nemolovským), pod jejichž vlivem se rozhodl přijmout kněžské svěcení.
Roku 1905 se vrátil dokončit studium ve Lvově.
Roku 1912 odešel znovu do USA.
Byl ženatý s vdovou, což z pohledu některých duchovních znemožňovalo jeho svěcení. Dne 14. září 1912 byl přesto biskupem Olexandrem (Nemolovským) rukopoložen na diákona a 17. září na jereje. Začal sloužit v chrámu svatého archanděla Michaela ve Filadelfii. Následně pokračoval ve službě v Newarku a New Yorku.
Roku 1914 byl jmenován představeným chrámu Vzkříšení Krista v New Yorku. Současně vyučoval na duchovním semináři v Tenafly.
Roku 1916 mu zemřela manželka. Stal se představeným katedrálního chrámu Svaté Trojice ve Winnipegu a blagočinným pravoslavných farností v Kanadě. Kanadskému biskupu Olexandrovi (Nemolovskému) pomáhal v misiích mezi karpatoruskými uniáty. Stejného roku byl postřižen na monacha a přijal mnišské jméno Adam. Současně byl povýšen na archimandritu. Vzhledem k tomu, že biskup Olexandrem navštěvoval svou eparchii pouze na krátké návštěvy, stal se jejím faktickým správcem a dostal požehnání stát se roku 1917 správcem kanadské eparchie.
Dne 24. října 1922 proběhla jeho biskupská chirotonie na biskupa kanadského. Světiteli byli biskup pittsburský Stefan (Dzjubaj) a biskup český a moravskoslezský Gorazd (Pavlík). Vysvěcení bylo provedeno bez souhlasu metropolity Platona (Rožděstvenského), který ještě plně nepřevzal řízení severoamerické eparchie.
Biskup Adam zajišťoval arcipastýřskou péči o karpatoruské komunity. S biskupem Stefanem (Dzjubanem) založil samostatnou karpatskou eparchii, která nebyla oficiálně schválená a roku 1924 se postavil do jejího čela.
Dne 11. února 1930 byl Archijerejským synodem Ruské pravoslavné církve v zahraničí přijat do její jurisdikce a jmenován vikářem arcibiskupa severoamerického a kanadského Apolinarije (Košovyje). Dne 12. června se stal biskupem pittsburským a prvním vikářem severoamerické eparchie. Nejpozději roku 1931 opustil RPCZ.
Roku 1935 byl přijat do severoamerického metropolitního okruhu vedeného metropolitou Feofilem (Paškovským). Byl jmenován na filadelfskou katedru.
Roku 1936 byl povýšen na arcibiskupa.
Kolem roku 1938 se znovu sjednotil s Moskevským patriarchátem. Patriarchální exarcha a metropolita Veniamin (Fedčenkov) ho však nepřijal. Arcibiskup Adam poté poslal žádost o přijetí do církve patriarchovi Sergijovi. Dne 21. listopadu 1944 byl znovu přijat do jurisdikce Ruské pravoslavné církve s ponecháním v hodnosti arcibiskupa, za vlasteneckou práci ve prospěch církve.
Roku 1945 inicioval připojení oblastí Chełm, Lemko a Zakarpatská Rus k Sovětskému svazu.
Od 21. srpna do 31. října 1947 byl dočasným správcem (locum tenens) exarchátu Ruské pravoslavné církve v USA.
Po smrti exarchy roku 1953 byl za nejvhodnějšího kandidáta v nástupnictví arcibiskup Adam. Podle protojerej Borise Starka by jeho zvolení způsobilo schizma, hlavně pro jeho časté návštěvy velvyslanectví Sovětského svazu.
Roku 1953 byl jmenován správcem patriarchálního exarchátu. Dne 30. července 1954 byl ze zdravotních důvodů penzionován.
Zemřel 29. dubna 1956.